# Paul de Chamberet
Paul de Chamberet, né le 20 mars 1848 à Paris et mort le 9 juillet 1902 dans sa ville natale, est un haut fonctionnaire puis publiciste français.

## Biographie
Né le 20 mars 1848 à Paris, au 17 ou 19 du boulevard de la Madeleine, Paul-Joseph Tyrbas de Chamberet est le fils de Charles-Gabriel-Hippolyte Tyrbas de Chamberet, capitaine d'état major, et d’Élisabeth-Geneviève Tyrbas de Chamberet, née Prévost.
Paul de Chamberet commence ses études classiques au lycée Bonaparte. Après le baccalauréat, Paul de Chamberet suit pendant trois ans les cours de la faculté de droit de Nancy tout étant attaché au cabinet du préfet de la Meurthe à partir de 1866. Licencié en droit en 1868, il entre la même année au service d'Alfred Blanche, secrétaire général de la préfecture de la Seine.
Pendant la Guerre franco-allemande de 1870, il rejoint la garde mobile avec le grade de lieutenant et sert d'officier d'ordonnance au général de Liniers. Ces services lui valent d'être nommé chevalier de la Légion d'honneur le 27 juillet 1871.
Le 1er juin 1872, il épouse à Dijon Louise-Marthe-Octavie Coffin (1853-1928). Le couple aura trois enfants, Raoul (1873-1917), secrétaire d'ambassade, Geneviève (1877-19..), religieuse carmélite, et Gérard (1887-1941), compositeur de musique et fabricant de mouches de pêche.
Secrétaire général de la préfecture de Saône-et-Loire de 1871 à 1873, il occupe, sous la présidence de Mac Mahon, plusieurs postes de sous-préfet, dans les arrondissements de Péronne (1873-1876), Provins (1876-1877), Moissac (1877) et Mayenne (1877). Cette carrière administrative prend fin après la victoire des républicains aux élections législatives de 1877 et la chute du gouvernement monarchiste du duc de Broglie.
Paul de Chamberet se consacre dès lors à une carrière journalistique et littéraire. Il collabore tout d'abord au Moniteur universel entre 1878 et 1879. En 1881-1882, il est l'un des administrateurs du Courrier du dimanche, un hebdomadaire libéral relancé par Barthélemy Saint-Marc Girardin et Richard de Lavallée. Il écrit pour divers journaux, tels que Le Nouvelliste de Bordeaux, dont il rédige la critique dramatique à partir de 1893, ou le Nice mondain, où il signe des chroniques du pseudonyme de « Pierre de Varaucour ». Il devient par la suite un membre actif de plusieurs associations, dont celle de la presse monarchique et celle des publicistes chrétiens.
Il s'associe également à différentes sociétés financières et industrielles. Au début des années 1880, il préside ainsi la Société des brevets réunis. Fondateur ou administrateur de plusieurs compagnies d'assurances, il fait paraître une brochure sur les assurances-vie et travaille comme inspecteur d'assurance dans les années 1880-1890.
Lors des élections législatives de 1881, il se porte candidat dans l'arrondissement de Provins, dont il avait été le sous-préfet avant la crise du 16 mai 1877. Il s'y présente comme un républicain très modéré, sollicitant les suffrages des « conservateurs libéraux » et des « républicains libéraux ». Évoquant « des considérations personnelles et imprévues », il retire finalement sa candidature avant le premier tour de scrutin. 
Le 28 décembre 1886, il est condamné à 1000 francs d'amende pour infractions à la loi du 24 juillet 1867 sur les sociétés commerciales en tant qu'ancien associé de Charles Savary au sein de la compagnie d'assurances L'Union nationale. Cette condamnation, aggravée en appel (amende de 3000 francs) le 15 mars 1888, lui vaut d'être suspendu pendant trois mois de la Légion d'honneur.
En 1896, il est l'un des membres du jury du concours de La Libre Parole sur l'étude « des moyens pratiques d'arriver à l'anéantissement de la puissance juive en France ». En 1899, il adhère au manifeste de la Ligue de la patrie française.
Déjà malade depuis plusieurs années, il est mortellement frappé d'une insolation et expire le 9 juillet 1902 à son domicile du no 20 de la rue des Capucines. Après une cérémonie religieuse à l'église de la Madeleine, il est inhumé au cimetière du Père-Lachaise (division 25).

#### Notices biographiques sur Paul de Chamberet
- Louis Bourne (d), « M. Paul de Chamberet », Le Panthéon de l'industrie, 7e année, no 329, [24 juillet] 1881, p. 233-234 (consultable en ligne sur Gallica).
- Charles-Emmanuel Curinier (dir.), Dictionnaire national des contemporains, t. II, Paris, Office général d'édition, 1900, p. 170-171 (consultable en ligne sur Internet Archive).
- Ernest Glaeser (dir.), Biographie nationale des contemporains, Paris, 1878, p. 99 (consultable en ligne sur Gallica).
- Commandant H. de Missy, « Paul de Chamberet », La Plume et l'épée, 1902, p. 208-211 (consultable en ligne sur Gallica).

#### Œuvres de Paul de Chamberet
- Les Assurances sur la vie, Paris, Warnier, 1896, 36 p.
- Une Nuit de Paris. Au pays du vice et de la misère, Paris, Warnier, 1897, 13 p. (consultable en ligne sur Gallica).
- Les Poussières de la rampe : notes théâtrales, Paris, Charles, 1898, 87 p. (consultable en ligne sur Gallica).